# Mammiphitime tridentata
Mammiphitime tridentata är en ringmaskart som beskrevs av Orensanz 1990. Mammiphitime tridentata ingår i släktet Mammiphitime och familjen Dorvilleidae. Inga underarter finns listade i Catalogue of Life.